# Придорожное (Ровненская область)
Придорожное (укр. Придорожнє) — село в Привольненской сельской общине Дубенского района Ровненской области Украины.
Почтовый индекс — 35640. Телефонный код — 3656.

## История
В 1946 г. Указом Президиума ВС УССР хутор Витосовка переименован в Придорожный.